# Genêts
Genêts é uma comuna francesa na região administrativa da Normandia, no departamento Mancha. Estende-se por uma área de 6,87 km². Em 2010 a comuna tinha 445 habitantes (densidade: 64,8 hab./km²).